# Tear the Signs Down
Tear the Signs Down es el tercer álbum de la banda galesa The Automatic. Fue lanzado el 8 de marzo de 2010 en el Reino Unido, y después el 12 de abril de 2010 para el resto del mundo. Tear the Signs Down es el primer álbum de la banda lanzado por su propio sello discográfico Armoured Records después de ser despedidos de B-Unique. El primer sencillo "Interstate" fue lanzado el 6 de diciembre de 2009. Posteriormente, "Run & Hide" se lanzó una semana previa al lanzamiento del álbum. El tercer sencillo "Cannot Be Saved" fue lanzado el 20 de junio de 2010.

## Grabación y producción
Después de que los sellos discográficos B-Unique y Polydor fallaron en lanzar el disco anterior "This Is A Fix" a tiempo y en promocionarlo, la banda tomó la decisión de terminar su contrato de 5 discos. Después de las ofertas de varios sellos discográficos, la banda decidió establecer su propio sello Armoured Records, dándole a la banda completo control creativo, a pesar de la vigencia del contrato de EMI para distribuir el álbum. Después del final del tour en noviembre de 2008, la banda regresó al estudio, sólo cuatro meses después de haber lanzado su disco This Is A Fix. 
Durante el resto del 2008, y hasta noviembre del 2009 trabajó desde su estudio de grabación en Cardiff en el nuevo material, trabajando con alrededor de 20 ideas, las cuales fueron eventualmente reducidas a 11 canciones para el álbum y actualmente una cantidad desconocida de lados B. Luego de la escritura y muestras en el escenario, la banda trabajó con Richard Jackson, quien produjo algunas canciones de Not Accepted Anywhere y This Is A Fix, describiendo su trabajo como 'casi es el quinto miembro de The Automatic'. El álbum fue eventualmente grabado con Richard Jackson y Stephen Davies en los Warwick Hall Studios en Cardiff, posteriormente mezclado en Buffalo Studios y Machine Rooms. En el estudio la agrupación trabajó con Nathan Stone y Carly Worsfold en las canciones "Run & Hide" y "High Time", los cuales aportaron la sección de cuerdas.
- Datos: Q3516737